# 桶裝炸彈
桶裝炸彈，或譯桶炸彈、油桶炸彈（英語：Barrel bomb），是指一種簡易形式的非導引炸彈，或稱飛行式IED（簡易爆炸裝置），屬於土製炸彈的一種。這種炸彈通常裝在大型的油桶或桶狀的金屬容器，內有高爆炸藥、榴霰彈、油或化學武器，使用飛機或直升機投擲落下後爆炸。由於這種炸彈使用了大量炸藥，但精度相當差，且又被濫用於包括難民營在內的人口群居處，其所產生的爆炸是毀滅性的。批評者認為此種炸彈的特性等同恐怖武器，且根據國際公約，使用這種炸彈是違法的。
目前已知最早使用桶裝炸彈的歷史是始於以色列軍隊，
第二個已知使用桶裝炸彈是美軍在越南在60年代末期。
20世紀90年代開始，他們也被用於在斯里蘭卡，克羅地亞和蘇丹。1991年的克罗地亚，他們將炸彈安置於安-2農用飛機，用以對付在武科瓦尔周圍的塞爾維亞人陣地；而90年代期間，苏丹共和国也使用過這種炸彈，當時被裝載於貨艙運輸機中再拋出；最常使用的此種炸彈的是叙利亚内战中的敘利亞空軍，另外在安巴爾衝突中的伊拉克軍隊也有使用。軍事專家們認為，由於這種炸彈價格低廉，容易大量製造，在內有叛亂武裝分子的國家，桶裝炸彈仍會被繼續被具有空中優勢的政府軍使用於戰爭中。

## 簡介
桶裝炸彈的製造成本相當低廉，每桶炸彈的成本只需200至300美元間。它可以被掛載在任何類型的軍用飛機上，也包括非軍用的運輸機。桶裝炸彈的爆炸載荷（explosive payload）可以採用非常簡單的原料，例如肥料炸彈（硝酸铵與燃油混合）。炸彈內可能含有金屬彈片，如螺母或螺栓，甚至可能含有化學品氯。炸彈被裝在使用簡易材料製成，專為炸彈設計的桶狀容器內。在敘利亞所使用的早期版本還有需點燃的引信，所以必須小心計時，否則可能過早或過晚爆炸 ；不過隨著時間推移，對炸彈也做了修正與改進，現在已有了碰炸引信（Impact fuse）與穩定尾翼（stabilizing fin） 。早期的炸彈被限制在（100-300磅/ 45-150公斤）以內；而現在的範圍已增至1,000磅（454公斤）至1噸間。